# Jivopísne
Jivopísne (en (ucraïnès): Живописне) és un poble de la República Autònoma de Crimea a Ucraïna, que el 2014 tenia 97 habitants. Pertany al districte de Simferòpol.